# (88055) 2000 VA28
(88055) 2000 VA28 est un astéroïde de la ceinture principale.

## Exploration
Il est prévu que le MBR Explorer survole l'astéroïde (88055) 2000 VA28 en juillet 2032.